# Shannon Lee
Shannon Emery Lee (Santa Monica, 1969. április 19.–) amerikai színésznő, harcművész és üzletasszony. Ő  Bruce Lee harcművész és Linda Lee Cadwell visszavonult harcművészeti tanár egyetlen élő gyermeke, Léj Hój-chjűn (Lee Hoi-chuen) kantoni operaénekes unokája, és Brandon Lee néhai színész húga.

## Élete
Shannon 1969. április 19-én született a Santa Monica-i UCLA Medical Centerben, Santa Monicában (Kalifornia). A harcművész-filmsztár Bruce Lee és Linda Lee Cadwell legkisebb gyermeke és egyetlen lánya. Fiatalkorában Richard Bustillótól, apja egyik tanítványától tanulta a Jeet kune dót, az apja által létrehozott harcművészetet.

## Pályafutása
1993-ban Lee egy parti énekesnőt játszott az apja életrajzi filmjében, a A Sárkány – Bruce Lee életében.
1994-ben a Cage II-ben szerepelt. 1997-ben a Feszültségben alakította Jane Logant.

## Magánélete
Lee korábbi férje Anthony Ian Keasler volt. A pár 2007-ben beadta a válópert, van egy Wren nevű lányuk.
Lee Bruce Lee lánya, Léj Hój-chjűn (Lee Hoi-chuen) unokája, Brandon Lee húga, valamint Léj Can-faj (Lee Jun-fai) (Robert) és Léj Cung-szam (Lee Jung-sum) (Peter) unokahúga. Lee apai dédapja Hó Kam-thóng (何甘棠, Ho Kom Tong) volt, Robert Hotung féltestvére.

## Harcművészetek
Fiatalkorában Lee Jeet kune dót tanult apja tanítványától, Richard Bustillótól, de csak az 1990-es évek végén kezdte el komolyan csinálni. Az akciófilmekben játszott szerepekre való felkészülés érdekében Ted Wongtól tanult Jeet Kune Do-t.
Taekwondót tanult Tan Tao-liangtől (más néven "Villámlábú") és Vusut Eric Chen vezetésével. Az Enter the Eagles rendezőjének, Jüen Tö (Yuen De)nek, Jackie Chan kínai operát tanult iskolatársának a keze alatt is tanult. Mivel az Enter the Eagles című filmben meg kellett küzdenie Benny Urquidezzel, maga Urquidez tanította meg kickboxolni.

## Filmográfia
| Film            | Film                        | Film                    | Film                              |
| Év              | Cím                         | Szerep                  | Megjegyzés                        |
| --------------- | --------------------------- | ----------------------- | --------------------------------- |
| 1993            | A Sárkány – Bruce Lee élete | Party énekes            |                                   |
| 1994            | Cage II                     | Milo                    |                                   |
| 1997            | Feszültségben               | Jane Logan              |                                   |
| 1998            | Enter the Eagles            | Mandy                   | Alternatív cím: Gwan Guen See Dam |
| 1998            | Penge                       | Rezidens                |                                   |
| 2001            | Lessons for an Assassin     | Fiona                   |                                   |
| 2002            | Ikerpárbaj                  | Paula Jemison           |                                   |
| 2020            | Be Water                    | Önmaga                  |                                   |
| Televízió       |                             |                         |                                   |
| Év              | Cím                         | Szerep                  | Megjegyzés                        |
| 1995            | WMAC Masters                | Házigazda               | 13 epizód                         |
| 1998            | Martial Law                 | Vanessa Feng            | Epizód: "Take Out"                |
| 2000            | Végzetes erő                | Pamela                  | Televíziófilm                     |
| 2012            | I Am Bruce Lee              | Vezető-producer, Önmaga | Televíziós dokumentumfilm         |
| 2019–napjainkig | Harcos                      | Vezető-producer         | Televíziós sorozat                |

## Magyarul megjelent művei
- Légy víz, barátom! Bruce Lee tanításai; ford. Szalai Eszter; Szenzár, Budapest, 2021

## Fordítás
- Ez a szócikk részben vagy egészben  a   Shannon Lee című angol Wikipédia-szócikk fordításán alapul.  Az eredeti cikk szerkesztőit annak laptörténete sorolja fel. Ez a jelzés csupán a megfogalmazás eredetét és a szerzői jogokat jelzi, nem szolgál a cikkben szereplő információk forrásmegjelöléseként.